# 7230 Lutz
A 7230 Lutz (ideiglenes jelöléssel 1985 RZ1) a Naprendszer kisbolygóövében található aszteroida. Edward L. G. Bowell fedezte fel 1985. szeptember 12-én.